# Theridion mysteriosum
Theridion mysteriosum är en spindelart som beskrevs av Schmidt 1971. Theridion mysteriosum ingår i släktet Theridion och familjen klotspindlar.
Artens utbredningsområde är Ecuador. Inga underarter finns listade i Catalogue of Life.